# ベル・エアクラフト

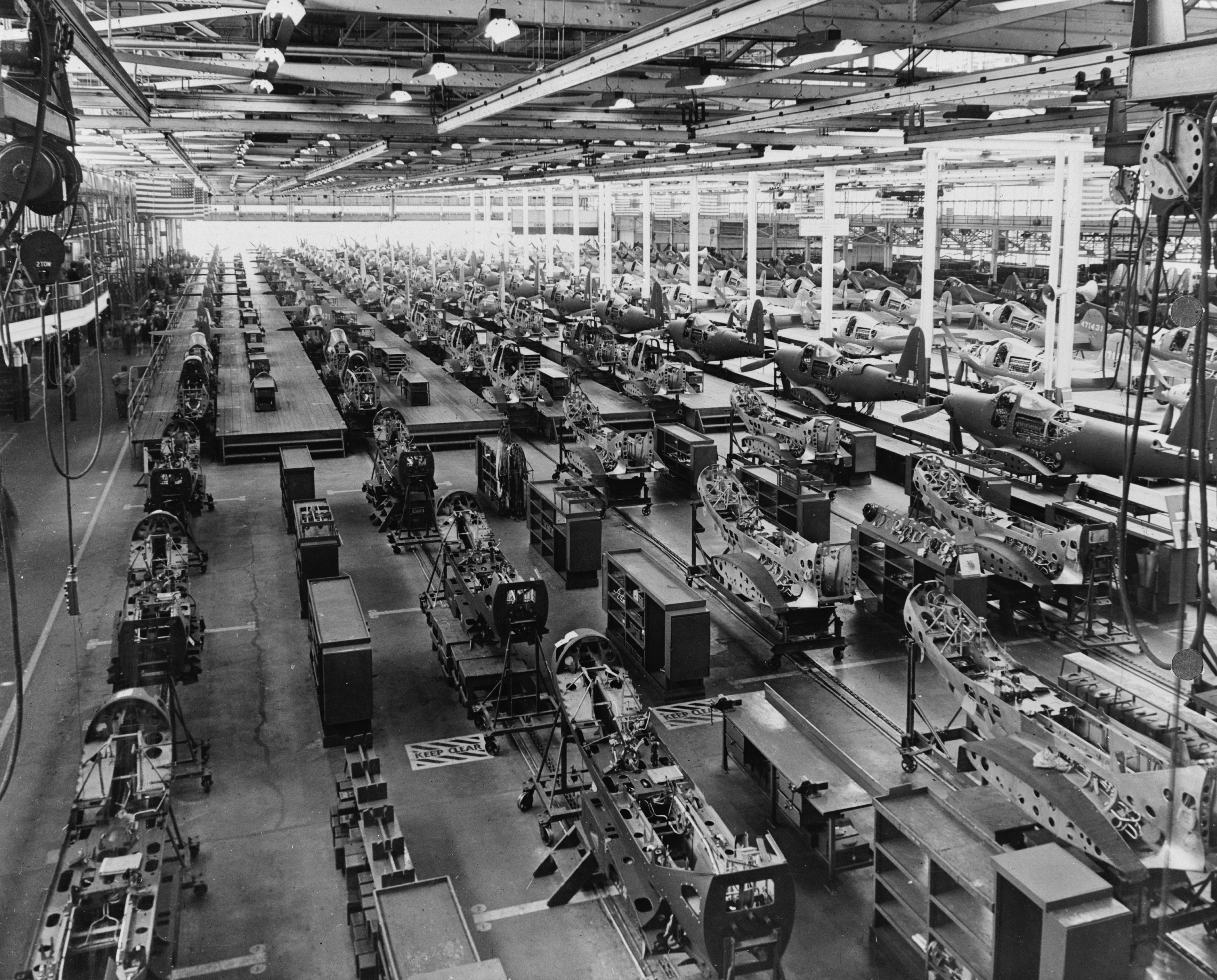
P-39 エアラコブラの生産ライン

ベル・エアクラフト（Bell Aircraft Corporation ）は、アメリカに存在した航空機メーカーである。第二次世界大戦中にいくつかの戦闘機を生産し、超音速実験機ベルX-1の製作も行っている。また、ヘリコプターメーカーとしても成功した。1960年にテキストロンに買収され、ヘリコプター部門はベル・ヘリコプターとして存続している。

## 社史
ベル・エアクラフトは1935年7月10日にローレンス・ベルによって設立された。ベルはグレン・L・マーティン・カンパニーに雇われてマネージャーになり、その後コンソリデーテッド・エアクラフト社のマネージャであった。コンソリデーテッドがバッファローからサンディエゴへ移転した時にベルはバッファローに残り独立した。
処女作となるYFM-1 エアラクーダ双発戦闘機は試作のみで不採用となったが、2作目のP-39 エアラコブラは1万機近くを受注した成功作となり、改良型のP-63 キングコブラも3,300機以上が製造された。1942年にはジェット戦闘機であるP-59 エアラコメットを初飛行させたが、発注から初号機納入まで9か月以内という厳しい条件もあって凡庸な性能となり、限定的な生産に終わっている。
ヘリコプターの開発は1941年にはじまり、最初のベル30は1943年に初飛行して営業的に成功作となった。第二次世界大戦後は固定翼機開発を辞め、ヘリコプターの主要メーカーして発展した。
会社は実質ローレンス・ベルの個人経営であり、1956年にローレンス・ベルが死亡した後に経営が困難になった。1955年に開発を開始しアメリカ陸軍に採用された小型汎用ヘリコプターHU-1は、当初活動の機会がなかった。このため開発費を回収できなかったベルは一時倒産の危機に陥った。しかし1960年代に拡大したベトナム戦争でHU-1は重用され、大量発注されて数千機が配備された。これによって経営は立ち直った。
1960年にテキストロンに買収された後、事業は分割された。ヘリコプター部門はベル・ヘリコプター・テキストロンとなった。
航空機以外では、生身の人間の飛行を可能にした、ロケットベルトの開発を成し遂げている 。実用的な飛行装置とは言い難い代物であるが、イベント用の見せ物として普及し、1984年のロサンゼルスオリンピックの開会式において一躍有名になった。

## 製造機体

### 固定翼機
（製造順）
- FM エアラクーダ
- P-39 エアラコブラ
- FL エアラボニータ
- B-29 スーパーフォートレス
（ライセンス生産）
- P-63 キングコブラ
- P-59 エアラコメット
- P-77
- P-83
- D-188A
- X-1
- X-2
- X-5

### 回転翼機
- 30
- 47
- HU-1（UH-1）
  - 204B
  - 205A
  - 212
  - 412
  - AH-1 コブラ
  - AH-1W スーパーコブラ
- 206
  - OH-58 カイオワ
- 407
  - ARH-70
- 222
- BA609
- V-22